# Panhard EBR
Der Spähpanzer Panhard EBR (Engin Blindé de Reconnaissance) war ein Spähpanzer der französischen Armee.
| EBR 90 mm                                                | EBR 90 mm                                                        |
| Spähpanzer EBR-75                                        | Spähpanzer EBR-75                                                |
| -------------------------------------------------------- | ---------------------------------------------------------------- |
| Technische Daten                                         |                                                                  |
| Einführungsjahr:                                         | 1950                                                             |
| Besatzung:                                               | 5 (Kommandant, Richtschütze, Fahrer, Rückwärtsfahrer/Funker)     |
| Maße                                                     |                                                                  |
| Länge über alles:                                        | 6150 mm                                                          |
| Länge Fahrgestell:                                       | 5560 mm                                                          |
| Breite:                                                  | 2420 mm                                                          |
| Höhe:                                                    | 2240 bis 2320 mm                                                 |
| Bodenfreiheit:                                           | 330 bis 410 mm                                                   |
| Spurweite:                                               | 1740 mm                                                          |
| Gefechtsmasse (EBR 75 FL 11):                            | 13,5 t                                                           |
| Gefechtsmasse (EBR 75 FL 10):                            | 15,3 t                                                           |
| Gefechtsmasse (EBR 90 F2):                               | 13,5 t                                                           |
| Panzerung und Bewaffnung                                 |                                                                  |
| Panzerung (Wanne):                                       | Front 40 mm, Seiten 16 mm, Heck 40 mm, Dach 20 mm, Boden 16 mm   |
| Panzerung (Turm):                                        | Front 40 mm, Seiten 30 mm, Heck 20 mm, Dach 10 mm                |
| Hauptwaffe (EBR 75 FL 11):                               | 75-mm-Kanone L/48                                                |
| Hauptwaffe (EBR 75 FL 10):                               | 75-mm-Kanone L/61,5                                              |
| Hauptwaffe (EBR 90 F2):                                  | 90-mm-Kanone D291A L/44                                          |
| Höhenrichtbereich:                                       | −10° bis +15°                                                    |
| Munition:                                                | 56 × 75 mm oder 48 × 90 mm                                       |
| Sekundärwaffen:                                          | 3 MG 7,5 mm                                                      |
| Nebelwurfanlage:                                         | 2 × 2 Becher                                                     |
| Antrieb                                                  |                                                                  |
| 12-Zylinder-Otto-Motor 12H 6000 von Panhard, 6 l Hubraum |                                                                  |
| Motorleistung:                                           | 200 PS/147 kW bei 3700/min                                       |
| Anzahl der Gänge:                                        | 4×4 rückwärts und vorwärts                                       |
| Geschwindigkeit:                                         | 105 km/h auf Straßen vorwärts und rückwärts                      |
| Tankinhalt:                                              | 380 l                                                            |
| Fahrbereich (Straße):                                    | ca. 650 km                                                       |
| Federung:                                                | Vertikalschraubenfedern vorn und hinten, hydropneumatisch mittig |
| Lenkung:                                                 | gelenkte Front- und Heckachse,                                   |
| Wendekreis:                                              | 3,96 m                                                           |
| Kletterfähigkeit:                                        | ca. 0,4 m                                                        |
| Grabenüberschreitfähigkeit:                              | ca. 2,0 m                                                        |
| Steigfähigkeit:                                          | + 60 %                                                           |
| Wattiefe:                                                | 1,20 m                                                           |

## Geschichte

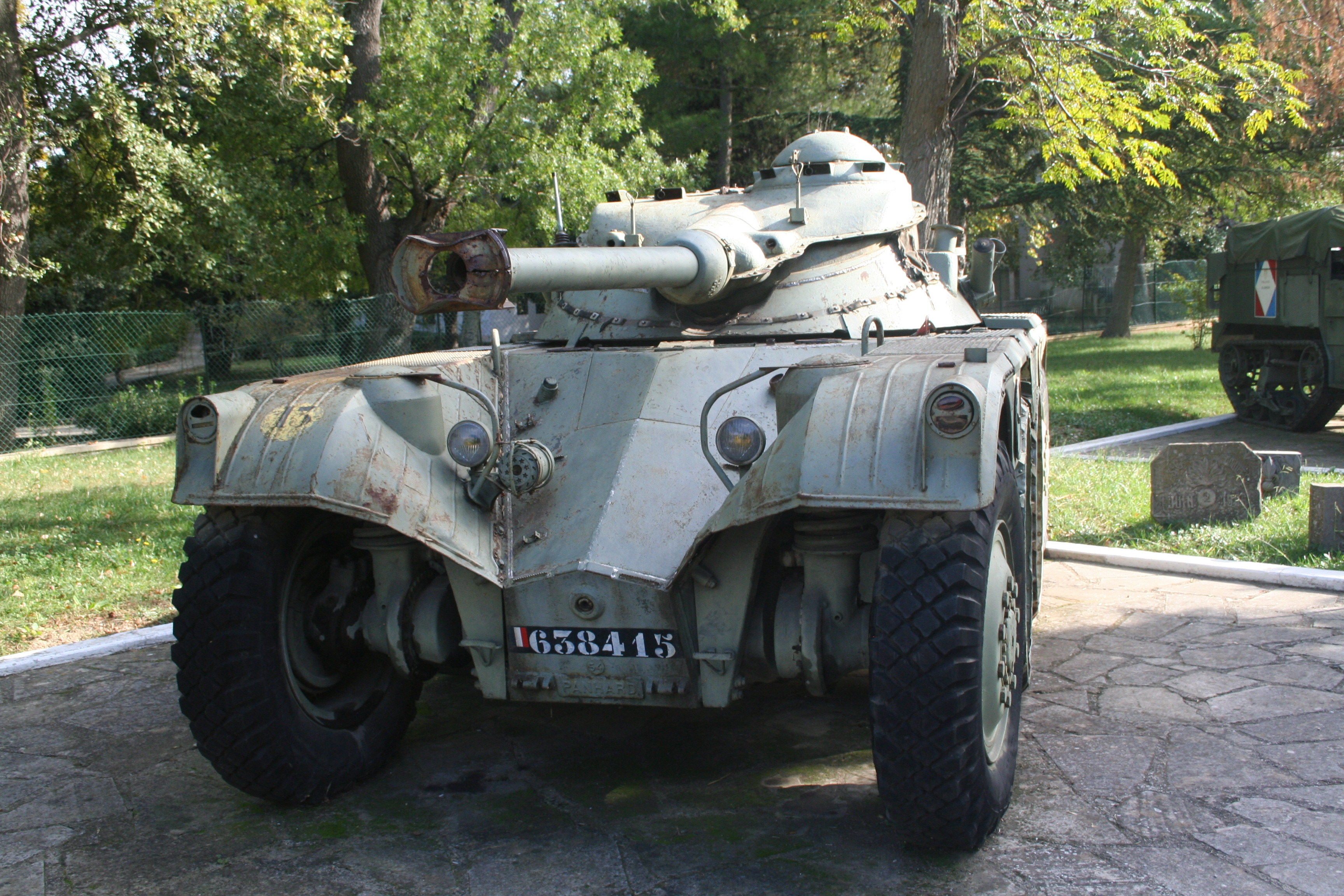
Vorderseite des EBR-75

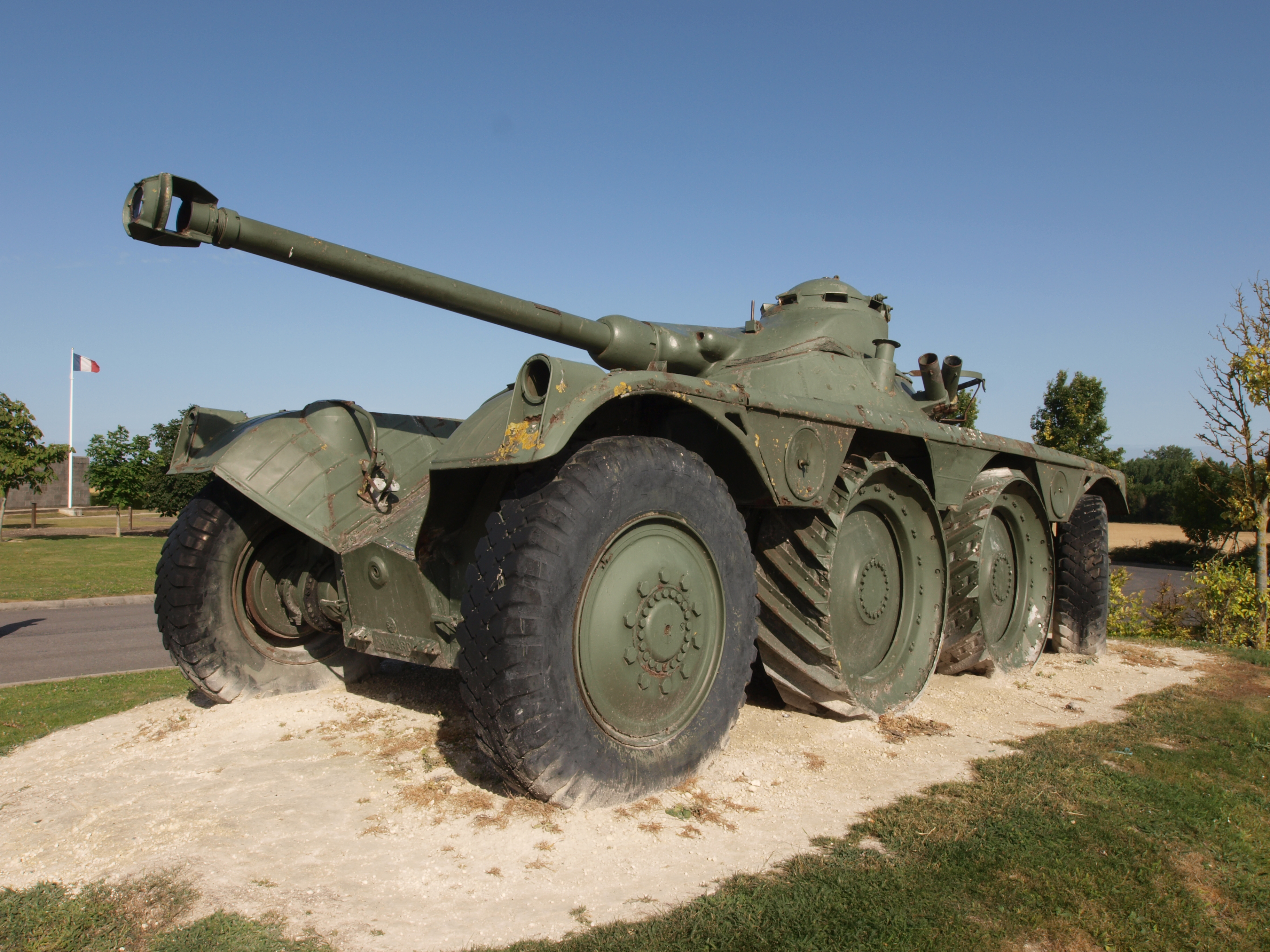

Der Radpanzer EBR war das Ergebnis einer bereits vor dem Zweiten Weltkrieg in Frankreich begonnenen Entwicklungslinie schwerer Spähpanzer. Als deren Anfangspunkt kann der „Gendron-Poniatowski“ der Firma SOMUA gesehen werden, der als dreiachsiges Fahrzeug erstmals das Konzept des einziehbaren Mittelrades umsetzte. Dadurch war sowohl eine hervorragende Geländegängigkeit gewährleistet (der Grendon-SOMUA genannte Prototyp erreichte hier bessere Werte als der konkurrierende AMR 35 ZT, obwohl dieser ein Kettenlaufwerk besaß) als auch ein ruhiges und beherrschbares Fahrverhalten auf der Straße. Bereits 1937 begann auch Panhard mit der Umsetzung dieses Konzepts und stellte noch 1940 einen Prototyp des Panhard 201 vor. Dieses vierachsige Fahrzeug zeigte bereits die wesentlichen Konstruktionsmerkmale und Vorteile des Antriebskonzeptes des EBR: Vorwärts- wie Rückwärtsfahrt in gleicher Geschwindigkeit und ausgezeichnete Geländegängigkeit unter Beibehaltung eines guten Fahrverhaltens bei hohen Geschwindigkeiten auf der Straße. Ebenso revolutionär war der Wiegeturm, in dessen oberem Teil eine 25-mm-Kanone L/73 und ein Maschinengewehr starr befestigt waren. Dieses Turm-Oberteil war für die Seitenrichtung auf dem kugelförmigen unterem Turmteil beweglich gelagert und wurde mit der Bewaffnung vertikal gerichtet, indem sich der Unterteil unter dem fest stehenden Oberteil drehte. Infolge der französischen Niederlage vom Juni 1940 gingen allerdings sowohl der einzige Prototyp als auch die Konstruktionszeichnungen verloren.
Nach Kriegsende forderte die französische Armee bereits im Juli 1945 einen schweren Panzerspähwagen, um den Ersatz des bis dahin fast ausschließlich aus US-Gerät bestehenden Fahrzeugparks voranzutreiben. Diese Forderung erfüllte Panhard im Januar 1946 mit einer vergrößerten Version des Typs 201. Im Juli 1948 stellte die Firma zwei Prototypen unter der Werksbezeichnung Type 212 bereit. Als „E.B.R. 75 modèle 1951“ wurde der Entwurf schließlich von der Armee genehmigt und im August 1950 mit der Produktion begonnen. Bei Einstellung der Fertigung 1960 waren etwa 1200 Exemplare hergestellt worden. Erst in den 1980er-Jahren wurde der EBR durch den AMX-10 RC ersetzt.
Der EBR war ein Panzerspähwagen mit hervorragender Geländegängigkeit, hoher Beweglichkeit und außerordentlich starker Bewaffnung; gleichzeitig war er erstaunlich niedrig und bot damit den für ein Aufklärungsfahrzeug geforderten guten Schutz gegen Entdeckung. Durch den symmetrischen Aufbau mit Fahrer und Rückwärtsfahrer war Vorwärts- wie Rückwärtsfahrt in voller Geschwindigkeit möglich. Die anhebbaren Stahlräder der beiden Mittelachsen ermöglichten eine schnellere und für die Besatzung komfortablere Straßenfahrt. Die hohe Beweglichkeit im Gelände wurde vor allem durch den niedrigen Schwerpunkt bewirkt, der auf den unter dem Turm untergebrachten Mittelmotor zurückzuführen war. Die Konstruktion des Fahrzeuges beinhaltete aber auch eine Reihe von Nachteilen; so war es vergleichsweise teuer und schwer instand zu halten. Vor allem der Motor war erst voll zugänglich, wenn der gesamte Turm entfernt wurde. Diese Nachteile zwangen die französische Armee, für Einsätze in den Kolonien mit dem AML ein gesondertes Fahrzeug zu beschaffen.

## Beschreibung

### Antrieb
Ein einzigartiges Merkmal der EBR war sein unter dem Turm liegender luftgekühlter 12-Zylinder-Boxermotor. Dieser wurde von Panhard speziell in Hinblick auf eine geringe Fahrzeughöhe und einen niedrigen Schwerpunkt konstruiert und maß in der Höhe nur 21,8 Zentimeter. Folglich war es möglich, eine Fahrzeugwanne zu entwerfen, die kaum mehr als 1 m hoch war. Der Motor verfügte über zwei Vergaser und war, um auch minderwertigen Treibstoff nutzen zu können, auf ein niedriges Verdichtungsverhältnis von 6,6:1 ausgelegt. Trotzdem leistete er bis zu 200 PS und brachte damit den EBR auf eine Höchstgeschwindigkeit von 100 km/h. Besonders aufwendig musste die Kühlung gestaltet werden, die durch mehrere ovale Öffnungen vor dem Turm Luft ansog und durch ebensolche Öffnungen hinter dem Turm wieder ausstieß. Von demselben Bedürfnis nach einem niedrigen Aufbau war auch die Konstruktion der Kraftübertragung geprägt, deren Antriebsstränge links und rechts in der Wanne verliefen, so dass dazwischen Raum für Motor und Besatzung blieb. An den Motor schloss sich vorn direkt die Vierscheiben-Kupplung an, über die die Motorleistung zuerst an ein 4-Gang-Getriebe, dann über ein Getriebe zur Vor- und Rückwärtsfahrt und daraufhin an ein weiteres 4-Gang-Getriebe weitergeleitet wurde. Zusammen boten die beiden Getriebe also 16 Gänge, sowohl für die Vorwärts- als auch für die Rückwärtsfahrt. Allerdings wurden im Gelände meist nur die vier Gänge der ersten Getriebebox verwendet, während die zweite im 1. Gang lief. Zur Straßenfahrt wurden ebenfalls in der Regel nur sechs Gänge benötigt. An den Getriebekomplex schlossen sich zwei Lavaud Differentiale an, die die Leistung über H-förmige Wellen je an die vier Räder einer Seite leiteten. Die Lavaud-Differentiale wurden nur bei Straßenfahrt mit angehobenen Mittelrädern benötigt und bei Geländefahrt auf allen acht Rädern gesperrt. An den Rädern wurde der Kraftfluss um 90° umgelenkt und dann durch die gefederten Schwingarme an die Räder weitergeleitet. Die Verwendung von Schwingarmen statt der konventionellen schwingenden Achsen war zuverlässiger und deutlich platzsparender. Das vordere und hintere Räderpaar war jeweils lenkbar und verfügte daher über ein weiteres Umlenkgetriebe.

### Fahrwerk
Die vorderen und hinteren Räder jeder Seite waren jeweils unabhängig an einfachen Schraubenfedern mit hydraulischen Dämpfern aufgehängt. Die Federung der mittleren Räder erfolgte hydro-pneumatisch und verfügte über einen Hydraulikzylinder, um die Räder für die Straßenfahrt anzuheben. Die Hydraulikflüssigkeit wurde dabei zentral an die einzelnen Radaufhängungen verteilt. Dasselbe Hydrauliksystem versorgte auch die Lenkung und die Bremsanlage. Fuhr das Fahrzeug auf vier Rädern, war in der Regel nur das vordere Radpaar lenkbar, allerdings konnte der Fahrer für enge Kurven auch das hintere Paar entsperren, was automatisch geschah, wenn die mittleren Räder abgesenkt wurden. Gebremst wurden ebenfalls nur die äußeren beiden Radpaare. Diese verfügten über Gummibereifung vom Typ Michelin F24 14-00x24 mit Veil-Picard-Schläuchen, deren Zellenstruktur auch nach mehreren Treffern noch Luft halten konnte. Die Mittelräder bestanden aus Duraluminium-Felgen mit aufgezogenen Stahlreifen. Auf den Stahlreifen waren Schrägstege aufgeschweißt, um die Griffigkeit im schweren Gelände zu erhöhen. Die Vibrationen wurden durch einen zwischen Felge und Stahlreifen eingefügten Gummiwulst verringert. Auf allen acht Rädern stehend hatte der EBR einen Bodendruck von 0,7 kg/cm², also etwas geringer als der eines mittleren Kampfpanzers. Entsprechend stand auch die Fahrleistung im Gelände der von Kettenfahrzeugen kaum nach. Das Fahrzeug war mit je einem Vorwärts- und Rückwärtsfahrer besetzt. Bei Bedarf konnte so durch das Umschalten der Lenkung mit gleicher Geschwindigkeit in beide Richtungen gefahren werden.

### Bewaffnung
Die Bewaffnung des EBR wurde mehrfach überarbeitet. Die ersten Modelle waren mit einer 75-mm-Kanone und einem 7,5-mm-Koaxial-MG in einem F.L.-11-Turm ausgerüstet, der auch Kommandant und Richtschütze aufnahm. Da aber die Panzerabwehrfähigkeit dieser Kanone unzureichend war, wurden ab 1954 einige EBR (E.B.R. 75 modèle 1954-10 und modèle 1955-10) mit dem schwereren F.L.-10-Turm des AMX-13 ausgerüstet. Dieser war mit einer Ladeautomatik und einer längeren Kanone ausgerüstet. Durch das längere Rohr stieg die Mündungsgeschwindigkeit der Panzergranaten von 600 auf 1000 m/s. Allerdings erhöhte sich auch das Gewicht des Fahrzeuges auf über 15 t und die Fahrzeughöhe wuchs um 24 cm auf 2,58 m. Dadurch ergaben sich Einschränkungen für Beweglichkeit, Geländegängigkeit und Überlebensfähigkeit. Aus diesen Gründen wurden nach dem Verfügbarwerden einer neuen 90-mm-Glattrohrkanone, die ein Hohlladungsgeschoss (HEAT) mit 320 mm Durchschlagsleistung bei 750 m/s verschießen konnte, alle EBR auf das Standard E.B.R. 90 F2 mit einem F.L.-11-Turm und der entsprechenden 90-mm-Kanone umgerüstet. Zusätzlich besaßen alle Varianten des EBR in der Front- bzw. Heckpanzerplatte Maschinengewehre für Fahrer und Rückwärtsfahrer, die jedoch nur selten montiert wurden.

## Modellvarianten
- EBR 75 FL 11: (E.B.R. 75 modèle 1951), Version mit dem F.L.-11-Turm mit mittellanger 75-mm-Kanone.
- EBR 75 FL 10: (E.B.R. 75 modèle 1954-10 oder modele 1955-10), Version mit dem F.L.-10-Turm des AMX-13 und langer 75-mm-Kanone.
- EBR 90 F2: (E.B.R. 90 modèle 66), Version mit F.L.-11-Turm und 90-mm-Glattrohrkanone. Durch die größeren Geschosse können nur noch 43 Schuss des Kalibers 90 mm mitgeführt werden.
- EBR DCA: (Canon automoteur de défense contre-aérien), Prototyp eines Flak-Panzers mit zwei 30-mm-MK-Hispano-Suiza Type 831.
- EBR-ETT: Gepanzerter Mannschaftstransporter, 30 Stück wurden für den Einsatz in Nordafrika 1957 hergestellt. Die Bewaffnung bestand lediglich aus je einem MG in zwei kleinen Türmen vorn und hinten, dafür konnte das Fahrzeug in einem vergrößerten Aufbau 14 Schützen aufnehmen.

## Nutzer
- Frankreich
- Marokko
- Mauretanien[1]
- Tunesien
- Portugal